# رينيه راينهارد
رينيه راينهارد (بالهولندية: Renée Reinhard)‏ هي لاعب كرة مضرب هولندية، ولدت في 16 مارس 1990.

## وصلات خارجية
- رينيه راينهارد على موقع رابطة محترفات التنس (الإنجليزية)
- رينيه راينهارد على موقع الاتحاد الدولي لكرة المضرب (الإنجليزية)
- رينيه راينهارد على موقع كأس بيلي جين كينغ (الإنجليزية)
- رينيه راينهارد على موقع خلاصة التنس.كوم (الإنجليزية)